# Sankt Matthæus Kirke
Sankt Matthæus Kirke er en kirke på hjørnet af Matthæusgade og Valdemarsgade på Vesterbro i København.

## Historie
Kirken er opført 1879-1880 og tegnet af arkitekten Ludvig Fenger. Kirken var Vesterbros første kirke og har 1000 siddepladser.
Skt. Matthæus Kirke blev indviet søndag 7. november 1880 under overværelse af ministre, Landstingets formand og kong Christian 9..
Kirken var frem til midten af 1890'erne den eneste kirke på Vesterbro.
Komponisten Johan Adam Krygell var kirkens første organist. Han var organist fra 1880 til sin død i 1915.
Komponisten Christian Debois var i perioden 1919-1952 organist i kirken.

## Interiør
- Prædikestol
- Orgel
- Døbefont

 Tekst mangler, hjælp os med at skrive teksten